# Cogners

Cogners este o comună în departamentul Sarthe, Franța. În 2009 avea o populație de 196 de locuitori.